# Hisashi Unemoto
Hisashi Unemoto (19 de octubre de 1955) es un expiloto de motociclismo de velocidad japonés que compitió en el  Campeonato del Mundo de Motociclismo entre 1988 y 1992.

## Biografía
Unemoto comienza en el Mundial en 1988 en 125 cc a bordo de una Honda con el aval de haber conseguido dos títulos del Campeonato japonés de velocidad de 125cc en 1985 y 1987. Ese primer año consigue buenos resultados terminando en siete ocasiones en zonas de puntos para terminar en la undécima posición de la general final. En 1989, consigue subir al podio en dos ocasiones en el Gran Premio de Japón y en el Gran Premio de Bélgica Aparte de estos resultados, consigue puntuar en nueve de las doce carreras por lo que acaba en la cuarta posición de la general. La temporada 1990 no responde a las expectativas y acaba en la posición vigésima de la general. No sería mejor No será mejor la temporada 1991 (19.º lugar final) ni la temporada 1992 (donde no logra puntuar) por lo que en el mundial 125 cc en el manillar de su Honda, su mejor puntuación es un 11.º lugar en Alemania y una 14.º en Holanda.

## Resultados en el Mundial de motociclismo
Sistema de puntuación desde 1988 a 1992:
| Posición | 1.º | 2.º | 3.º | 4.º | 5.º | 6.º | 7.º | 8.º | 9.º | 10.º | 11.º | 12.º | 13.º | 14.º | 15.º |
| Puntos   | 20  | 17  | 15  | 13  | 11  | 10  | 9   | 8   | 7   | 6    | 5    | 4    | 3    | 2    | 1    |

(Carreras en negrita indica pole position, carreras en cursiva indica vuelta rápida)
| Año  | Cat.  | Equipo | 1       | 2       | 3      | 4      | 5      | 6      | 7       | 8      | 9      | 10     | 11     | 12     | 13      | 14     | 15      | Pts. | Pos. |
| ---- | ----- | ------ | ------- | ------- | ------ | ------ | ------ | ------ | ------- | ------ | ------ | ------ | ------ | ------ | ------- | ------ | ------- | ---- | ---- |
| 1988 | 125cc | Honda  |         |         | ESP 7  |        | NAC 9  | GER 6  | AUT 16  | NED 25 | BEL 9  | YUG 13 | FRA 21 | GBR 12 | SUE 13  | CHE 22 |         | 43   | 11.º |
| 1989 | 125cc | Honda  | JAP 2   | AUS Ret |        | ESP 8  | NAC 6  | ALE 5  | AUT 22  |        | NED 5  | BEL 3  | FRA 6  | GBR 5  | SUE Ret | CHE 5  |         | 104  | 4.º  |
| 1990 | 125cc | Honda  | JAP 12  |         | ESP 13 | NAC 8  | ALE 14 | AUT 18 | YUG DNS | NED 21 | BEL 16 | FRA 5  | GBR 14 | SUE 16 | CHE Ret | HUN 18 | AUS 16  | 30   | 20.º |
| 1991 | 125cc | Honda  | JAP 19  | AUS 15  |        | ESP 11 | ITA 13 | ALE 17 | AUT 19  | EUR 28 | NED -  | FRA 13 | GBR 18 | RSM 18 | CHE 13  |        | MAL Ret | 15   | 19.º |
| 1992 | 125cc | Honda  | JAP Ret | AUS 20  | MAL 20 | ESP 24 | ITA 24 | EUR 18 | GER 11  | NED 14 | HUN 21 | FRA 25 | GBR -  | BRA -  | RSA -   |        |         | 0    | -    |